# Genlis
 Genlis  es una población y comuna francesa, en la región de Borgoña, departamento de Côte-d'Or, en el distrito de Dijon y cantón de Genlis.

## Demografía
| 2264 | 3219 | 4129 | 4936 | 5241 | 5257 |
| Para los censos de 1962 a 1999 la población legal corresponde a la población sin duplicidades (Fuente: INSEE [Consultar]) |      |      |      |      |      |